# Жан Пети
Жан Пети (25 септември 1949 – 24 януари 2024) е френски футболист, полузащитник, състезавал се през цялата си кариера за Монако. Висок е 174 см. След приключване на кариерата си става треньор. Футболист на националния отбор на Франция.

## Успехи
- Лига 1
  - Шампион на Франция (2): 1977/78, 1981/82
- Купа на Франция
  - Носител (1): 1979/80
- Футболист № 1 на Франция за 1978